# خوان لويس أرسواجا
خوان لويس أرسواغا فيريراس (بالإسبانية: Juan Luis Arsuaga)‏ (من مواليد 1954 في مدريد) هو عالم أنثروبولوجيا إسباني ومؤلف معروف بعمله في موقع أتابويركا الأثري.
حصل على درجة الماجستير والدكتوراه في العلوم البيولوجية من جامعة كومبلوتنسي بمدريد، حيث يعمل أستاذاً في قسم علم الأحياء القديمة في كلية العلوم الجيولوجية.
عندما كان طفلاً، أبدى اهتمامًا كبيرًا بعصور ما قبل التاريخ بعد قراءة لكتاب The Quest for Fire وزيارة حفر في بلباو القريبة.
أرسواجا أستاذ زائر في قسم الأنثروبولوجيا في كلية لندن الجامعية، ومنذ عام 1982 كان عضوًا في فريق البحث الذي يبحث في رواسب العصر الحديث الأقرب في جبال أتابويركا (في مقاطعة بورغوس الإسبانية). كان مديرًا مشاركًا منذ عام 1991 مع خوسيه ماريا بيرموديز دي كاسترو وإودال كاربونيل رورا من فريق أتابويركا، الذي حصل على جائزة أميرة أستورياس في «البحث العلمي والتقني» وجائزة كاستيلا ليون في «العلوم الاجتماعية والعلوم الإنسانية»، كلاهما في عام 1997.
ألقت الاكتشافات في أتابويركا ضوءًا جديدًا على البشر الأوائل في أوروبا. يتناقض هذا مع الأجواء السرية المحيطة بالحفريات بالقرب من أورثي، في جنوب إسبانيا، والتي أسفرت عن أدوات تشير إلى وجود بشري يسبق اكتشافات أتابويركا. في عام 2013، شارك في تأليف بحث عن اكتشاف أقدم حمض نووي بشري على الإطلاق يعود تاريخه إلى 400000 عام. إن الحمض النووي للميتوكوندريا الذي نشأ عن حفرية وجدت في كهف في جبال أتابويركا كان يشبه جينومات الميتوكوندريا التي كانت موجودة سابقًا في الدينيسوفان المنقرضة في سيبيريا.
وهو عضو في متحف الإنسان من باريس في الرابطة الدولية لدراسة علم الحفريات البشرية، وهو نائب رئيس لجنة علم الحفريات البشرية وعلم الحفريات في الاتحاد الدولي للبحوث الرباعية (INQUA). عمل محاضرًا في جامعات لندن وكامبريدج وزيوريخ وروما وأريزونا وفيلادلفيا وبيركلي ونيويورك وتل أبيب وغيرها.
قام بتأليف و / أو نشر العديد من المنشورات العلمية في مجلة الطبيعة والعلوم ومجلة العلوم الأثرية والمجلة الأمريكية للأنثروبولوجيا الفيزيائية ومجلة التطور البشري.

## قائمة المراجع
- أمالور ، 2002 (ISBN   84-8460-191-9)
- Atapuerca، un millón de años de historia ، 1999 ((ردمك 84-7491-629-1))
- El enigma de la esfinge ، 2001 ((ردمك 84-01-34160-4))
- El collar del neandertal ، 1999 ((ردمك 8478807934))
  - عقد النياندرتال: بحثًا عن المفكرين الأوائل ، 2009 ((ردمك 0786740736))
- La especie elegida ، 1998 مع Ignacio Martínez ((ردمك 84-7880-909-0))
- El primer viaje de nuestra vida ، 2012 ((ردمك 978-84-9998180-2))

## روابط خارجية
- خوان لويس أرسواجا على موقع أرشيف الشارخ.
- خوان لويس أرسواجا على موقع قاعدة بيانات الفيلم (الإنجليزية)

- موقع Atapuerca (بالإسبانية)
- السيرة الذاتية لجامعة كومبلوتنسي بمدريد (بالإسبانية)